# NGC 7578
NGC 7578 este o brightest cluster galaxy⁠(d) situată în constelația Pegas. A fost descoperită în  de către William Herschel. Se află la o distanță de 150,42 de megaparseci de Pământ.